# Tingaria
Tingaria (łac. Diocesis Tingariensis) – stolica historycznej diecezji we Cesarstwie rzymskim w prowincji Mauretania Cezarensis, zlikwidowana w VII w. podczas ekspansji islamskiej, współcześnie w północnej Algierii. Obecnie katolickie biskupstwo tytularne. 

## Biskupi tytularni
| Lp. | Biskup          | Funkcja                               | Od                   | Do             |
| --- | --------------- | ------------------------------------- | -------------------- | -------------- |
| 1   | Charles Paty    | biskup pomocniczy Luçon (Francja)     | 3 stycznia 1966      | 4 lipca 1967   |
| 2   | Robert Frossard | biskup pomocniczy Paryża (Francja)    | 30 września 1967     | 13 lutego 1988 |
| 3   | Franz Grave     | biskup pomocniczy Essen (Niemcy)      | 31 marca 1988        | 19 lutego 2022 |
| 4   | Eduardo Redondo | biskup pomocniczy Quilmes (Argentyna) | 15 października 2022 |                |